# Gnamptogenys caelata
Gnamptogenys caelata is een mierensoort uit de onderfamilie van de Ectatomminae. De wetenschappelijke naam van de soort is voor het eerst geldig gepubliceerd in 1967 door Kempf.